# Kerk van de Heilige Michaël (Aken)
De Sint-Michaëlkerk in het centrum van de Duitse stad Aken is tegenwoordig de kerk van de Grieks-orthodoxe gemeente Agios Dimitrios. Oorspronkelijk werd de Sint-Michaël in 1628 voor de Jezuïeten gebouwd. Na de opheffing van de orde werd Sint-Michaël een rooms-katholieke parochiekerk. Sinds de kerk werd overgenomen door de Grieks-orthodoxe geloofsgemeenschap luidt de officiële naam Kerk van de Aartsengel Michaël-Sint Demetrius (Duits: Kirche des Erzengels Michael-Sankt Dimitrios, Grieks: Ναός Αρχαγγέλου Μιχαήλ - Αγίου Δημητρίου, Naós Archangélou Michaíl - Agíou Dimitríou).

## Geschiedenis
De huidige Jesuitenstraße bestond reeds in de Romeinse tijd en was de via principalis van een militair kamp.

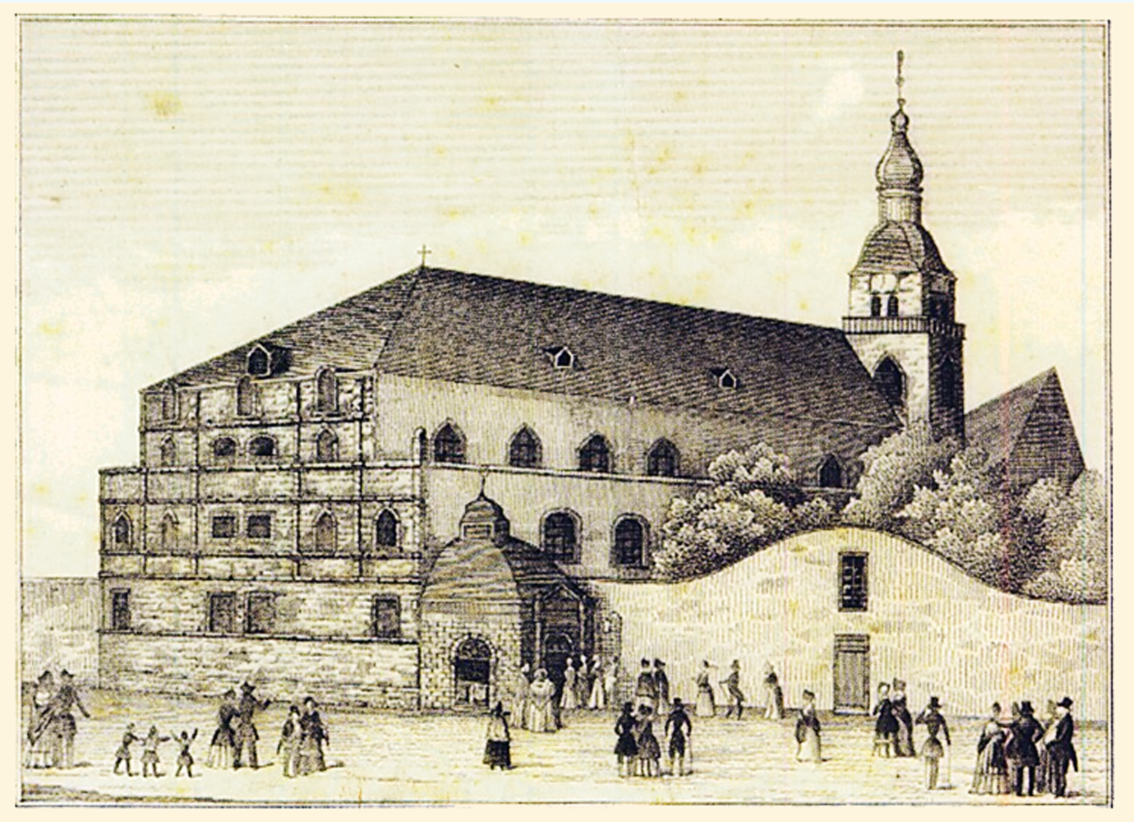
De kerk in de 19e eeuw met nog onvoltooide gevel

In 1579 kwamen twee Jezuïeten naar Aken, die in de Sint-Annakapel hun erediensten vierden. Lang bleven de Jezuïeten niet, want ze verlieten de stad alweer in 1581. Een raadsbesluit uit 1600 verzocht de Jezuïeten om zich permanent in Aken te vestigen. Nog in hetzelfde jaar werden er weer erediensten door de Jezuïeten gevierd en in 1618 werd het fundament van de huidige kerk gelegd (de eerstesteenlegging vond plaats op 28 mei). Het kerkgebouw werd in 1628 door de pauselijke nuntius Petrus Aloys Caraffa ingewijd. De in januari 1670 in Aken gestorven Agostino Franciotti, nuntius van 1656 tot 1670, werd in de kerk bijgezet. De Jezuïeten hadden in Aken een leidende rol in het onderwijs en vanaf 1715 maakten ze ook een volwaardige theologische opleiding in Aken mogelijk.
Met het opheffen van de orde van de Jezuïeten in september 1773 werd de kerk gesloten en tijdens de Franse tijd gebruikt voor de opslag van graan. In 1804 werd de Sint-Michaël als parochiekerk in gebruik genomen.
De Sint-Michaëlkerk werd in 1987 door de in 1962 gestichte Grieks-orthodoxe gemeente Sint-Demetrius verworven. Naast orthodoxe vieringen vinden er ook oecumenische diensten plaats.

## Concerten
Vanwege de goede akoestiek geniet de kerk een zekere populariteit bij koren en orkesten.

## Bouw
De Sint-Michaël is het belangrijkste bouwwerk van de Jezuïeten dat de orde in Aken naliet. De in 1617-1628 gebouwde drieschepige basiliek telt zeven traveeën en heeft een 5/8 koorsluiting. De toren dateert uit 1658-1668 en is op het noordwesten tegen de gevel van het koor geplaatst. Het gebouw vertegenwoordigt stilistisch het Rijnlandse maniërisme. Op basis van overeenkomsten met het ontwerp en de uitvoering van de Jezuïetenkerk in Molsheim en de Maria-Tenhemelopnemingkerk in Keulen schrijft de Duitse kunsthistoricus Karl Faymonville de bouw toe aan de barokke architect Karl Faymonville.
De voorgevel van de kerk bleef lange tijd onvoltooid. Pas in 1891-1892 werd door Peter Friedrich Peters de top van de gevel aangevuld en voltooid. Oorspronkelijk bestonden in de nissen kleine beelden, maar deze gingen al vroeg verloren.
In de Tweede Wereldoorlog raakte de kerk zwaar beschadigd. De wederopbouw met een vereenvoudigde dak vond tot 1951 plaats.

## Beschildering
De Grieks-orthodoxe gemeente besloot het interieur na de overname van de kerk te beschilderen. Deze beschildering wordt fasegewijs uitgevoerd. In 1997 werden de fresco's Pinksteren, Maria en de Goddelijke Liturgie voltooid. Er werden eveneens een iconostase en een bisschopsstoel opgesteld. In 2002 kwam de tweede fase van de beschildering gereed. De motieven van de fresco's zijn oecumenisch: zo vertegenwoordigt de heilige Petrus de kerk van het westen en de heilige Andreas de kerk van het oosten.

## Omgeving
Hinderlijk voor de omgeving van de kerk is de loop van een weg die naar een parkeergelegenheid leidt. Met verschillende stedenbouwkundige middelen heeft men geprobeerd dit leed enigszins te verzachten.
Zo werd in 2004 werd het plein voor de kerk heringericht. De vormgeving en het gebruikte materiaal voor het plein staan in relatie tot het kerkgebouw. De uitbreiding van het tegenoverliggende gymnasium oriënteert zich op de as van de kerk en heeft spiegelend glas, zodat de kerk ook in de gevel van de nieuwbouw zichtbaar is.